# 11 Cameras
11 Cameras es una serie televisiva canadiense que se estrenó en CBC Televisión. Estrenó el 28 de julio de 2006 y mostró sus personajes a través de webcams. CBC ordenó 22 episodios en totales, y no lo renovó para una segunda temporada. Endemol aseguró los derechos del formato para el espectáculo internacionalmente.
La serie fue creada por Chokolat y coproducido con Shaftesbury Films y Henry Less Productions para CBC Television.

## Reparto y caracteres

### Reparto principal
- Jeff Roop como Nick: Esposo de Tiffany y el hijo de Glady, él está trabajando en el extranjero con los militares (que se encuentra en Irak).
- Ashley Leggat como Kelly: Hija de Paula, amiga de Milán, está enojado sobre el inminente divorcio de sus padres, pero todavía anhela su atención, a los actos, cuando ella no lo consigue.
- Barbara Radecki como Paula: la Madre de Kelly, está pasando por el proceso de divorcio con Tony, exnovia.
- Mayko Nguyen como Sarah: Conoció a Sumesh en la residencia (todavía en la escuela) y ahora es su novia, ella está empezando a preguntarse por qué ella no ha sido introducido a los padres de Sumesh.
- Jessica Greco como Tiffany: la Esposa de Nick y su hija-en-ley de Gladys Vive con Gladys y se ocupa de ella. Actualmente está embarazada y suplementos de los ingresos de la familia por trabajar desde casa como un esteticista.
- Joris Jarsky como Richard: Novio de Irina, es un consultor independiente trabajando para Andrea.
- Terra Vnesa como Honey: la Novia de Chuck, amigos con Serenidad y Bruce, es asistir a la universidad y piensa que ella está corto de fondos.
- Alan Van Sprang como Bruce: Exnovio de Paula, la patronal de las Sumesh, cumple con la Miel a través de Internet.
- Dillon Casey como Chuck: Amigo de Colin, el novio de la Miel, tiene problemas para lidiar con el cambio, debido a su pequeño pueblo de la mentalidad.
- Leah Cudmore como el Ámbar: Novia de Colin.
- Deanna Dezmari como Irina: Novio de Richard (que se encuentra en Rusia).
- Deborah Grover como Gladys: la Madre de Nick, rara vez se ve sin un cigarrillo, mirando siempre para hacer un gran resultado, pero falta algo en el juicio. Se resiente la atención de Nick paga a Tiffany y está aterrorizada de ser puesto en un hogar.
- Kate Hewlett como Andrea: Richard empleador, hace todo lo posible para acomodar a él debido a su secreto enamorada de él.
- Alex Campbell como Colin: Novio de Amber (pero recientemente se ha dado cuenta de que él es gay), amigo de Miel y Chuck, trabaja en una tienda de conveniencia, cumple con Matt y Evan en Internet.
- Jazz Mann como Raj: el Hermano de Sumesh (que se encuentra en la India).
- Yogesh Chotalia como Sumesh: estudiante indio que acaba de terminar sus estudios de arquitectura con los fondos de su futuro padre-en-ley Dinesh. Ahora se está trabajando en un proyecto para Bruce. Está saliendo con Sara, a pesar de que se dedican a Rohini. Llama a la India con frecuencia para hablar con su hermano Raj, su padre Samir y su madre Asha.

- Datos: Q284690